# Ryan Cox
Ryan Cox (født 9. april 1979 – 1. august 2007) var en sydafrikansk cykelrytter som kom til det britiske hold Team Barloworld i 2003. I 2007, lige efter Tour de France døde Ryan Cox af en sprækket pulsåre.